# Seglora distrikt
Seglora distrikt är ett distrikt i Borås kommun och Västra Götalands län. 
Distriktet ligger sydväst om Borås. 

## Tidigare administrativ tillhörighet
Distriktet inrättades 2016 och utgörs av socknen Seglora i Borås kommun
Området motsvarar den omfattning Seglora församling hade vid årsskiftet 1999/2000.